# Chapelle Saint-Sébastien de Saint-Thomé
La chapelle Saint-Sébastien est une chapelle située à Saint-Thomé, en France.

## Localisation
La chapelle est située sur la commune de Saint-Thomé, dans le département français de l'Ardèche.

## Historique
L'édifice date du XIIIe – XIVe siècle. Il est inscrit au titre des monuments historiques en 1974.